# Conurbación de Ambato
La Conurbación de Ambato es una conurbación ecuatoriana no oficialmente constituida, por lo anterior, la extensión exacta de esta conurbación varía de acuerdo a la interpretación. Es una área metropolitana formada por Ambato y varias parroquias y ciudades aglomeradas, que se extienden entre los cantones de Ambato, Baños de Agua Santa, Cevallos, Mocha, Patate, Pelileo, Píllaro, Quero y Tisaleo en el centro del Ecuador, siendo ésta la quinta aglomeración urbana más poblada del país, detrás de la Conurbación de Guayaquil, la Conurbación de Quito, la Conurbación de Cuenca y la Conurbación Manabí Centro. Ambato es el foco de actividades laborales, comerciales, de estudios y en general el centro neurálgico de esta región, por lo cual aunque ni administrativamente, ni políticamente está definida esta conurbación, en cambio si lo está por su funcionalidad y operación.
Abarca parte de la población y la superficie del cantón Ambato, en la Provincia de Tungurahua; siendo la ciudad de Ambato la ciudad principal de esta aglomeración urbana. Es una conurbación mediana de Ecuador. La Población urbana de Ambato más la población de Cevallos y Tisaleo es de 260.300 habitantes
En la siguiente tabla se encuentran todas las ciudades y cabeceras parroquiales que se encuentran influenciadas por Ambato, pues su actividad económica, social y comercial está fuertemente ligada a Ambato; y se encuentran a menos de 50 kilómetros de distancia de la urbe:
| Cantón                | Parroquia               | Población (2022) |
| --------------------- | ----------------------- | ---------------- |
| Ambato                | Ambato                  | 188.338          |
| Ambato                | Ambatillo               | 5.281            |
| Ambato                | Atahualpa               | 14.231           |
| Ambato                | Augusto N. Martínez     | 8.474            |
| Ambato                | Constantino Fernández   | 3.931            |
| Ambato                | Cunchibamba             | 5.546            |
| Ambato                | Huachi Grande           | 15.782           |
| Ambato                | Izamba                  | 22.218           |
| Ambato                | Juan Benigno Vela       | 7.523            |
| Ambato                | Montalvo                | 6.193            |
| Ambato                | Pasa                    | 4.238            |
| Ambato                | Picaihua                | 10.382           |
| Ambato                | Pilagüín                | 11.450           |
| Ambato                | Quisapincha             | 10.777           |
| Ambato                | San Bartolomé de Pinllo | 10.240           |
| Ambato                | San Fernando            | 2.035            |
| Ambato                | Santa Rosa              | 28.210           |
| Ambato                | Totoras                 | 9.674            |
| Ambato                | Unamuncho               | 6.141            |
| Pelileo               | Pelileo                 | 28.073           |
| Pelileo               | Benítez                 | 2.626            |
| Pelileo               | Bolívar                 | 2.925            |
| Pelileo               | Chiquicha               | 2.844            |
| Pelileo               | Cotaló                  | 2.186            |
| Pelileo               | El Rosario              | 2.675            |
| Pelileo               | Guambaló                | 8.444            |
| Pelileo               | Salasaca                | 6.288            |
| Píllaro               | Píllaro                 | 16.012           |
| Píllaro               | Baquerizo Moreno        | 239              |
| Píllaro               | Emilio María Terán      | 1.504            |
| Píllaro               | Marcos Espinel          | 2.266            |
| Píllaro               | Presidente Urbina       | 3.265            |
| Píllaro               | San Andrés              | 12.231           |
| Píllaro               | San José de Poaló       | 1.807            |
| Píllaro               | San Miguelito           | 5.146            |
| Cevallos              | Cevallos                | 10.433           |
| Tisaleo               | Tisaleo                 | 12.676           |
| Tisaleo               | Quinchicoto             | 1.234            |
| Quero                 | Quero                   | 14.431           |
| Quero                 | Rumipamba               | 3.007            |
| Quero                 | Yanayacu                | 1.646            |
| Mocha                 | Mocha                   | 5.820            |
| Mocha                 | Pinguilí Santo Domingo  | 1.440            |
| Patate                | Patate                  | 8.743            |
| Patate                | Los Andes               | 1.385            |
| Patate                | Sucre                   | 2.391            |
| Baños                 | Baños                   | 16.121           |
| Baños                 | Lligua                  | 343              |
| Baños                 | Ulba                    | 2.833            |
| Conurbación de Ambato |                         | 551.698          |